# 保田清
保田 清（やすだ きよし、1913年11月19日 - 1999年3月23日）は、日本の倫理学者。京都大学名誉教授。

## 略歴
兵庫県神戸市生まれ。1937年京都帝国大学文学部卒業、大学院に進む。1943年大学院特別研究生。1950年京大教養部専任講師、1951年助教授、1962年教授、1977年定年退官、名誉教授。
1987年、勲三等旭日中綬章を受章。1993年「道徳哲学の基本」で、80歳にして文学博士。

## 著書
- 『王陽明』（弘文堂） 1942年
- 『道徳の生成』（有信堂） 1952年
- 『道徳哲学の基本』(法律文化社） 1988年9月

## 監訳
- 『二十世紀の倫理学』（M・ウォーノック、法律文化社） 1979年10月